# Hinomisaki-Schrein

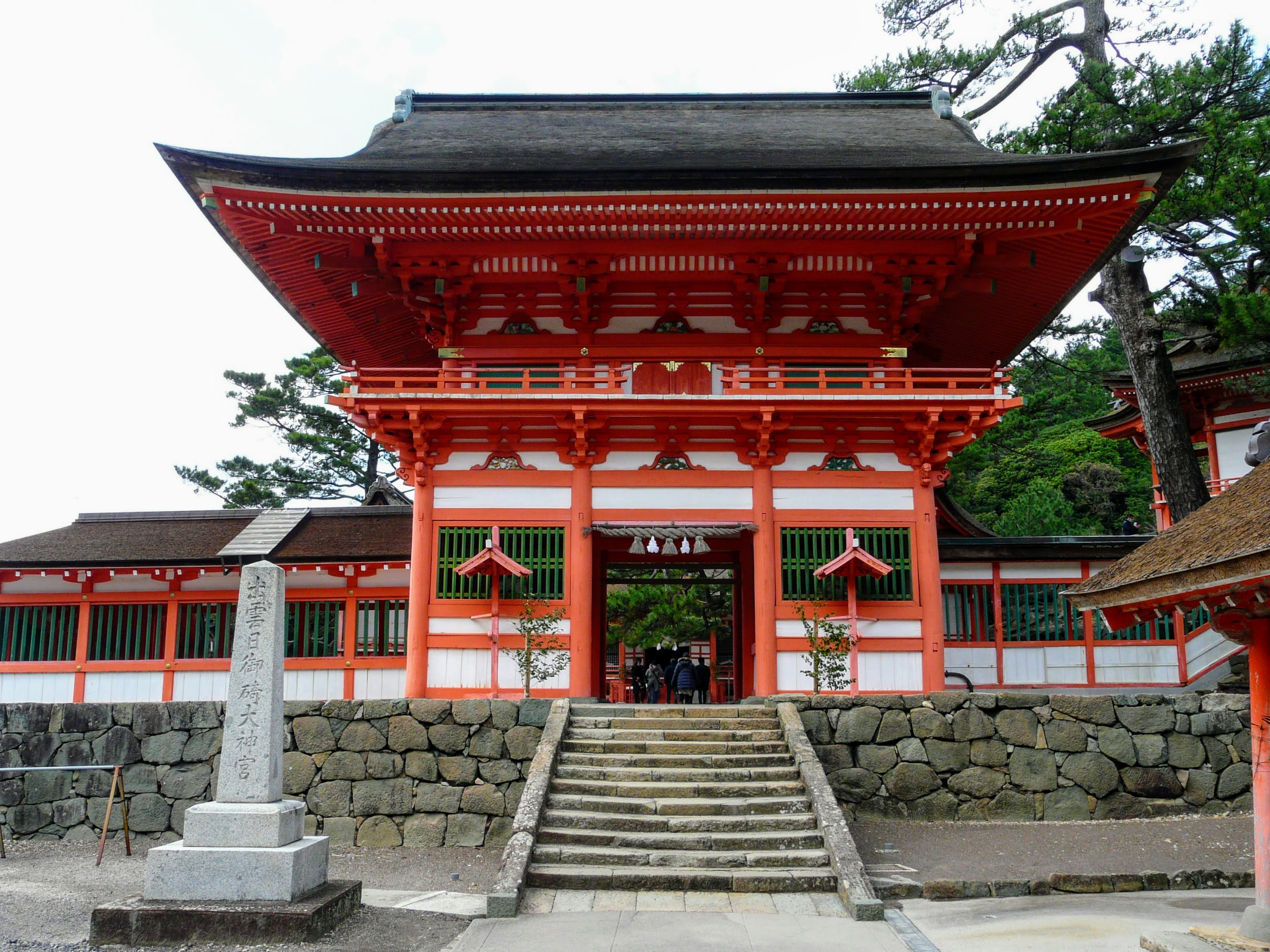
Hinomisaki-Schrein.

Der Hinomisaki-Schrein (jap. 日御碕神社, Hi-no-misaki-jinja) ist ein Shintō-Schrein in der Stadt Izumo (vormals Taisha-chō im Hikawa–gun) der Präfektur Shimane, Japan. Der jetzige Bau wurde im Jahr 1664 auf Befehl des Shōgun Tokugawa Ieyasu errichtet, die Arbeiten dafür dauerten zehn Jahre. Der Legende nach soll aber der ursprüngliche Schrein von Amenofuyukinu, ein mythischer Abkömmling von Susanoo in der fünften Generation, begründet worden sein.
Der Schrein befindet sich direkt an der Küste zum Japanischen Meer in der Nähe des Hinomisaki-Leuchtturms (Hinomisaki Todai, der größte höchste Leuchtturm aus Stein in Japan). Ebenfalls unweit liegt die kleine und heilige Insel Fumi-shima, die nur von den Seemöwen und dem Oberpriester des Schreins betreten werden darf. Auf der Insel steht noch ein Torii aus weißem Granit, das darauf aufmerksam macht, dass hier einst Amaterasu eingeschreint war, bevor sie in den Schrein auf dem Festland transferiert wurde.
Hauptkami des Schreins ist Susanoo, angeblich vor etwa tausend Jahren wurde seine Schwester Amaterasu zu einer Gastkami. Lafcadio Hearn, der den Schrein 1891 besuchte und darüber in einem Kapitel seines Buches Glimpses of Unfamiliar Japan berichtete, führte den prachtvollen Architekturstil der Schreine auf eine Verbindung zum Ryōbu-Shintō zurück, einer stark buddhistisch geprägten Form des Shintō (siehe Shinbutsu-Shūgō). 
Eine Rüstung im Yoroi-Stil mit weißem Spitzenbesatz aus der Kamakura-Zeit (gehört zu den Nationalschätzen Japans) liegt als Leihgabe des Schreins im Nationalmuseum Tokio.